# Employment
Employment — перший студійний альбом англійської групи Kaiser Chiefs, який був випущений 7 березня 2005 року.

## Композиції
1. Everyday I Love You Less and Less - 3:37
2. I Predict a Riot - 3:53
3. Modern Way - 4:03
4. Na Na Na Na Naa - 3:01
5. You Can Have It All - 4:35
6. Oh My God - 3:35
7. Born to Be a Dancer - 3:30
8. Saturday Night - 3:27
9. What Did I Ever Give You? - 4:09
10. Time Honoured Tradition - 2:45
11. Caroline, Yes - 4:13
12. Team Mate - 3:24

## Позиція в чартах
| Хіт-парад       | Найвища позиція |
| --------------- | --------------- |
| Австралія       | 60              |
| Франція         | 133             |
| Німеччина       | 55              |
| Нідерланди      | 12              |
| Швейцарія       | 40              |
| Велика Британія | 2               |
| Іспанія         | 40              |

## Учасники запису
- Рікі Вілсо — вокал
- Ендрю 'Вайті' Вайт — гітара
- Віджей Містрі — барабани
- Саймон Рікс — бас-гітара
- Нік 'Пінат' Бейнс — клавіші